# Monte Verità – Der Rausch der Freiheit
Monte Verità – Der Rausch der Freiheit ist ein schweizerisch-deutsch-österreichischer Spielfilm von Stefan Jäger aus dem Jahr 2021 über den Monte Verità mit Maresi Riegner, Joel Basman als Hermann Hesse, Max Hubacher als Otto Gross, Hannah Herzsprung als Lotte Hattemer und Julia Jentsch als Ida Hofmann.

## Handlung
Zu Beginn des 20. Jahrhunderts machen sich einige Aussteiger auf die Suche nach ihrem Paradies. Sie finden es in der freien Luft, unter dem offenen Himmel, auf dem Monte Verità bei Ascona in der Schweiz, wo Ida Hofmann ein Sanatorium gründet. Dem gegenüber stehen die schweren Holztäfelungen und unter Kraftaufwand zu öffnenden Türen in einer gehobenen Wiener Wohnung, der häuslichen Sphäre der Frau. 
Die gesellschaftlichen Erwartungen an eine Frau von Stand sind somit vorgezeichnet. Die 29-jährige Hanna Leitner, Mutter zweier Mädchen, leidet an Ohnmachtsanfällen und wird von ihrem Ehemann Anton, der auf sein „Recht“ pocht und einen Sohn zeugen will, sexuell genötigt. Die junge Frau folgt nach einer Entgleisung ihres Mannes fluchtartig dem Psychoanalytiker Otto Gross in das neu eröffnete Sanatorium Monte Verità, um Abstand von ihrem Gatten zu gewinnen. Was Hanna nicht weiß, ist, dass ihr Arzt aufgrund eines Drogenproblems das Sanatorium aufsucht.
Dort fasst sie Mut und findet zu einer eigenständigen Identität als Frau. Auch verwirklicht sie ihre Faszination für die Fotografie, die ihr von ihrem Mann, einem erfolgreichen Porträtfotografen, verboten worden war. Hanna trifft auf Hermann Hesse, Isadora Duncan und Lotte Hattemer. Ursprünglich war sie auf den Monte Verità gereist, um geheilt zu ihrer Familie zurückzukehren, allerdings verstärkt sich hier ihr Wunsch, sich als Künstlerin zu verwirklichen und im Leben eigene Wege zu gehen. So kommt es in Ascona zum endgültigen Bruch mit ihrem Mann.

## Produktion und Hintergrund
Die Dreharbeiten fanden an 34 Drehtagen von August bis Oktober 2020 im Tessin, im Piemont, in den MMC Studios in Köln und in Wien statt. Aufgrund der COVID-19-Pandemie starteten die Dreharbeiten drei Monate später als ursprünglich geplant. Auf einer Wiese im Maggiatal wurde das Haupthaus der Aussteigersiedlung nachgebaut.
Unterstützt wurde die Produktion vom Bundesamt für Kultur (BAK), der Zürcher Filmstiftung, blue, FISS, IFFG / Kanton Luzern Kulturförderung, Ticino Film Commission, Kanton Tessin DECS, Suissimage, FOCAL Stage Pool, vom Österreichischen Filminstitut, vom Filmfonds Wien, vom Deutschen Filmförderfonds und der Film- und Medienstiftung NRW. Beteiligt waren der Österreichische Rundfunk und das Schweizer Radio und Fernsehen/Radiotelevisione Svizzera.
Produziert wurde der Film von der Schweizer tellfilm (Produzentin Katrin Renz), in Koproduktion mit der deutschen Coin Film Köln (Produzenten Christine Kiauk und Herbert Schwering), der deutschen MMC Movies Köln (Produzentin Neshe Demir) sowie der österreichischen KGP Filmproduction (Produzentinnen Barbara Pichler und Gabriele Kranzelbinder).
Die Kamera führte Daniela Knapp. Für den Ton zeichnete Reto Stamm verantwortlich, für das Kostümbild Veronika Albert, für das Szenenbild Katharina Wöppermann und Nina Mader, für die Maske Helene Lang und für das Casting Lisa Oláh.

## Veröffentlichung
Im Juni 2021 wurde ein erster Trailer veröffentlicht. Premiere war am 7. August 2021 beim Locarno Film Festival. Der Kinostart in der Schweiz war am 25. August 2021.
Im September 2021 wurde der Film am Festival des deutschen Films in Ludwigshafen gezeigt. In Deutschland kam der Film am 16. Dezember 2021 in die Kinos und in Österreich am 23. Dezember 2021.
Am 6. August 2023 wurde der Film erstmals im Schweizer Fernsehen gezeigt. ORF-Premiere war am 17. September 2023. Die Erstausstrahlung auf 3sat fand am 29. November 2024 statt.

## Rezeption
Isabel Pfaff schrieb auf Sueddeutsche.de, dass der Film die realen Schicksale und die reiche Geschichte des Bergs nur andeuten würde, die Kämpfe und die Zerrissenheit der Protagonistin Hanna erzähle er dagegen ausführlich und manchmal nahe am Kitsch. Jägers Film vermittle vor allem ein sinnliches Bild von den Geschehnissen auf dem Monte Verità. Ihm und Drehbuchautorin Kornelija Naraks sei es gelungen, in oft sonnendurchfluteten Bildern die Geschichte des Bergs vor allem über das Frauen-Dreieck aus Hanna, Ida und Lotte zu erzählen. Die Gespräche der Frauen hätten vor allem mit ihnen, ihren Nöten und Überlegungen zu tun, selten mit Männern. Insbesondere in diesen Momenten sei der Film so modern wie die Gründerinnen.
Simon Eberhard vergab auf OutNow.ch 2,5 von 6 Sternen und meinte, dass der Mix zwischen Fiktion und Nacherzählung tatsächlicher Ereignisse reizvoll hätte sein können, hier jedoch vor allem langatmig sei. Zwar greife der Film ein Thema auf, das 120 Jahre später aktueller ist denn je, allerdings könne die fantasielose Inszenierung mit der gesellschaftlichen Relevanz nicht ganz mithalten. Ähnlich schrieb Marion Meyer auf RP Online, dass der etwas langatmige Film vor allem in der ersten Hälfte unter seiner Erzählhaltung leide, die Ebenen würden dabei ungelenk miteinander verwoben. In der zweiten Hälfte des Films komme einem die Hauptfigur genau wie der Rest des sehr gut besetzen Casts allerdings näher und die Erzählung werde dichter.
Walter Rohrbach vergab auf cineman.ch 3.5 von 5 Sternen. Wer einen historisch korrekten Dokumentarfilm erwarte, werde enttäuscht sein. Wer hingegen das Lebensgefühl der Anti-Bourgeoisie des frühen 20. Jahrhunderts erleben möchte, für den sei der Kostümfilm genau das Richtige. Joel Basman, Max Hubacher und vor allem die Hauptprotagonistin Maresi Riegner machten den Film zu einem interessanten Vergnügen.
Almuth Spiegler bezeichnete den Film in der österreichischen Tageszeitung Die Presse als vorhersehbar, auch die Besetzung komme über Holzschnitthaftes nicht hinaus. Die Gründerfiguren des Monte Verità würden zu Statisten degradiert, die fiktive Rahmenhandlung raube im Film dem historischen Monte Verità jegliche Kraft.

## Auszeichnungen und Nominierungen
Österreichischer Filmpreis 2022
- Nominierung für das Beste Szenenbild (Katharina Wöppermann und Nina Mader)